# Krzysztof Kaczmarek (historyk)
Krzysztof Kaczmarek (ur. 1964) – polski historyk, profesor nauk humanistycznych, profesor Wydziału Historii Uniwersytetu im. Adama Mickiewicza w Poznaniu.

## Życiorys
4 października 1993 obronił pracę doktorską Studia uniwersyteckie cystersów z ziem polskich w późnym średniowieczu, 3 kwietnia 2006 habilitował się na podstawie pracy zatytułowanej Szkoły i studia polskich dominikanów w okresie średniowiecza. 6 lutego 2020, postanowieniem Prezydenta RP, otrzymał tytuł naukowy profesora. Został zatrudniony na stanowisku profesora na Wydziale Historii Uniwersytetu im. Adama Mickiewicza w Poznaniu.